# スピニングワールド
スピニングワールド (Spinning World) は、アメリカ産のサラブレッドの競走馬、種牡馬。フランス、アイルランド、イギリス、アメリカで走り、通算成績14戦8勝。おもな勝ち鞍は1996年アイリッシュ2000ギニー、1996年・1997年ジャック・ル・マロワ賞など。全14戦のうち13戦が芝1,600メートルまたは芝8ハロンと、マイル路線で活躍した。

## 戦績
1995年10月のヴィユポン賞でデビューし優勝。次走のサンロマン賞（フランスG3）にも勝ち、重賞初制覇。2歳時にはこの2戦のみで切り上げ休養に入った。
1996年4月に復帰し、フォンテンブロー賞（フランスG3）は無敗馬アシュカラニの3着。続くプール・デッセ・デ・プーラン（フランス2000ギニー）では最後の直線で不利を受けまたアシュカラニの2着に敗れた。アイリッシュ2000ギニーを快勝しG1競走初優勝。セントジェームズパレスステークスではスピニングワールド、アシュカラニに加えイギリス2000ギニー優勝馬マークオブエスティームも出走。3頭の各国2000ギニー優勝馬が顔を揃えた豪華なメンバーの中2番人気に支持されたが、6着と惨敗した。ちなみにこの競走に優勝したのは2000ギニー優勝馬たちではなく、4番人気のイギリス調教馬ビジューダンドだった。
2ヵ月後のジャック・ル・マロワ賞に優勝し、G1競走2勝目。続くムーラン・ド・ロンシャン賞ではまたもやアシュカラニに敗れ2着。結局生涯でアシュカラニに先着することはなかった。ブリーダーズカップ・マイルでは今度はダホスの2着となった。
1997年は5月のミュゲ賞（フランスG2）で優勝。だが続くロッキンジステークスでは4着と惨敗する。3ヵ月の休養を挟み、ジャック・ル・マロワ賞ではフランス2000ギニー優勝馬デイラミを、ムーラン・ド・ロンシャン賞では凱旋門賞を含むG1競走5勝のエリシオを抑えて優勝。ブリーダーズカップ・マイルにも優勝し、G1競走5勝目を挙げたのを最後に現役を引退した。

### 競走成績
| 出走日     | 競馬場           | 競走名                       | 格 | 距離    | 着順 | 騎手           | 着差      | 1着（2着）馬      |
| ---------- | ---------------- | ---------------------------- | -- | ------- | ---- | -------------- | --------- | ----------------- |
| 1995.10.26 | ロンシャン       | ヴィユポン賞                 |    | 芝1600m | 1着  |                | 3/4馬身   | (Cachet Noir)     |
| 1995.11.22 | エヴリ           | サンロマン賞                 | G3 | 芝1800m | 1着  | O.ペリエ       | 短首      | (Luna Wells)      |
| 1996.04.21 | ロンシャン       | フォンテンブロー賞           | G3 | 芝1600m | 3着  | C.アスムッセン | 4馬身     | Ashkalani         |
| 1996.05.12 | ロンシャン       | プール・デッセ・デ・プーラン | G1 | 芝1600m | 2着  | C.アスムッセン | 3/4馬身   | Ashkalani         |
| 1996.05.26 | カラ             | 愛2000ギニー                 | G1 | 芝8f    | 1着  | C.アスムッセン | 2馬身     | (Rainbow Blues)   |
| 1996.06.18 | アスコット       | セントジェームズパレスS      | G1 | 芝8f    | 6着  | C.アスムッセン | 5馬身     | Bijou d'Inde      |
| 1996.08.15 | ドーヴィル       | ジャック・ル・マロワ賞       | G1 | 芝1600m | 1着  | C.アスムッセン | 1/2馬身   | (Vetheui)         |
| 1996.09.08 | ロンシャン       | ムーラン・ド・ロンシャン賞   | G1 | 芝1600m | 2着  | C.アスムッセン | 1 1/2馬身 | Ashkalani         |
| 1996.10.26 | ウッドバイン     | BCマイル                     | G1 | 芝8f    | 2着  | C.アスムッセン | 1 1/2馬身 | Da Hoss           |
| 1997.05.01 | サンクルー       | ミュゲ賞                     | G2 | 芝1600m | 1着  | C.アスムッセン | アタマ    | (Simon Du Desert) |
| 1997.05.16 | ニューベリー     | ロッキンジS                  | G1 | 芝8f    | 4着  | C.アスムッセン | 6 1/2馬身 | First Island      |
| 1997.08.17 | ドーヴィル       | ジャック・ル・マロワ賞       | G1 | 芝1600m | 1着  | C.アスムッセン | 2馬身     | (Daylami)         |
| 1997.09.07 | ロンシャン       | ムーラン・ド・ロンシャン賞   | G1 | 芝1600m | 1着  | C.アスムッセン | 3馬身     | (Helissio)        |
| 1997.11.08 | ハリウッドパーク | BCマイル                     | G1 | 芝8f    | 1着  | C.アスムッセン | 2馬身     | (Geri)            |

## 種牡馬
引退後はアメリカやアイルランドなど各国で種牡馬として供用された。とくにオーストラリアでの活躍馬が目立つ。日本でも2000年にリース種牡馬として供用された。

### 日本国外調教馬
- Special Harmony（オーストラリア1000ギニー（豪G1）、クラウンオークス（豪G1）、アローフィールドスタッドステークス（豪G1））
- Heavenly Glow（アローフィールドスタッドステークス（豪G1）、AJCオークス（豪G1））
- Thorn Park（ストラドブロークハンデキャップ（豪G1））
- Ancient World（ヴィットーリオ・ディ・カープア賞（伊G1））
- Spinning Queen（サンチャリオットステークス（英G1））[1]

など

### 日本調教馬
- シルクビート（ハイセイコー記念）
- マリスブラッシュ（黒潮スプリンターズカップ）
- シベリアンホーク（種牡馬）

### ブルードメアサイアー
- ヌーヴォレコルト（優駿牝馬）[1]

## 血統表
| スピニングワールドの血統        | スピニングワールドの血統                                                              | スピニングワールドの血統                                                              | （血統表の出典）                                                                      | （血統表の出典） |
| 父系                            | ノーザンダンサー系                                                                    | ノーザンダンサー系                                                                    | ノーザンダンサー系                                                                    |                  |
| 父 Nureyev 1977 鹿毛            | 父の父Northern Dancer 1961 鹿毛                                                       | Nearctic                                                                              | Nearco                                                                                | Nearco           |
| 父 Nureyev 1977 鹿毛            | 父の父Northern Dancer 1961 鹿毛                                                       | Nearctic                                                                              | Lady Angela                                                                           |                  |
| 父 Nureyev 1977 鹿毛            | 父の父Northern Dancer 1961 鹿毛                                                       | Natalma                                                                               | Native Dancer                                                                         | Native Dancer    |
| 父 Nureyev 1977 鹿毛            | 父の父Northern Dancer 1961 鹿毛                                                       | Natalma                                                                               | Almahmoud                                                                             |                  |
| 父 Nureyev 1977 鹿毛            | 父の母Special 1969 鹿毛                                                               | Forli                                                                                 | Aristophanes                                                                          | Aristophanes     |
| 父 Nureyev 1977 鹿毛            | 父の母Special 1969 鹿毛                                                               | Forli                                                                                 | Trevisa                                                                               |                  |
| 父 Nureyev 1977 鹿毛            | 父の母Special 1969 鹿毛                                                               | Thong                                                                                 | Nantallah                                                                             | Nantallah        |
| 父 Nureyev 1977 鹿毛            | 父の母Special 1969 鹿毛                                                               | Thong                                                                                 | Rough Shod                                                                            |                  |
| 母 Imperfect Circle 1988 黒鹿毛 | 母の父Riverman 1969 鹿毛                                                              | Never Bend                                                                            | Nasrullah                                                                             | Nasrullah        |
| 母 Imperfect Circle 1988 黒鹿毛 | 母の父Riverman 1969 鹿毛                                                              | Never Bend                                                                            | Lalun                                                                                 |                  |
| 母 Imperfect Circle 1988 黒鹿毛 | 母の父Riverman 1969 鹿毛                                                              | River Lady                                                                            | Prince John                                                                           | Prince John      |
| 母 Imperfect Circle 1988 黒鹿毛 | 母の父Riverman 1969 鹿毛                                                              | River Lady                                                                            | Nice Lily                                                                             |                  |
| 母 Imperfect Circle 1988 黒鹿毛 | 母の母Aviance 1982 栗毛                                                               | Northfields                                                                           | Northern Dancer                                                                       | Northern Dancer  |
| 母 Imperfect Circle 1988 黒鹿毛 | 母の母Aviance 1982 栗毛                                                               | Northfields                                                                           | Little Hut                                                                            |                  |
| 母 Imperfect Circle 1988 黒鹿毛 | 母の母Aviance 1982 栗毛                                                               | Minnie Hauk                                                                           | Sir Ivor                                                                              | Sir Ivor         |
| 母 Imperfect Circle 1988 黒鹿毛 | 母の母Aviance 1982 栗毛                                                               | Minnie Hauk                                                                           | Best in Show                                                                          |                  |
| 母系(F-No.)                     | (FN:8-f)                                                                              | (FN:8-f)                                                                              | (FN:8-f)                                                                              |                  |
| 5代内の近親交配                 | Northern Dancer 2×4=31.25%、Nearco 4×5=9.38%、Nasrullah 4×5=9.38%、Hyperion 5×5=6.25% | Northern Dancer 2×4=31.25%、Nearco 4×5=9.38%、Nasrullah 4×5=9.38%、Hyperion 5×5=6.25% | Northern Dancer 2×4=31.25%、Nearco 4×5=9.38%、Nasrullah 4×5=9.38%、Hyperion 5×5=6.25% |                  |
| 出典                            | 1.                                                                                    | 1.                                                                                    | 1.                                                                                    | 1.               |

- 4代母Best in Showからは世界中に牝系が広がっている。詳細は同馬の項を参照。